# Vyatskoye, Khabarovsk Krai

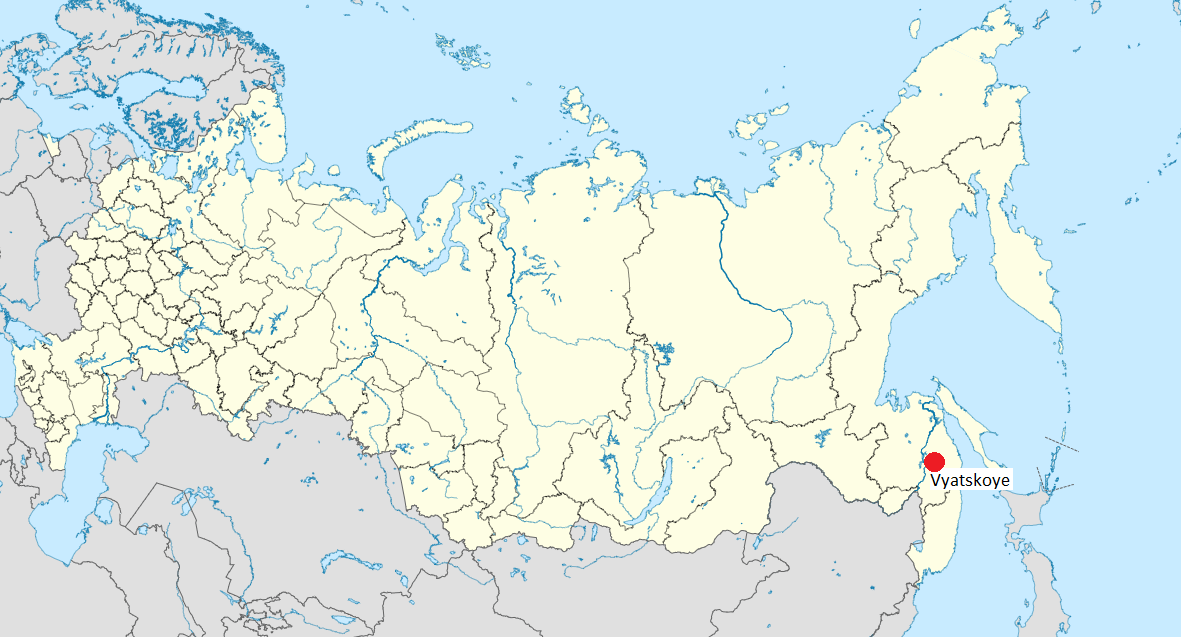
Vị trí của Vyatskoye ở Nga

Vyatskoye (tiếng Nga: Вя́тское) (còn được gọi là Viatsk hoặc Viatskoe) là làng chài ở huyện Khabarovsky, Khabarovsk Krai, Nga, nằm ở phía đông của sông Amur, 70 kilômét (43 mi) phía đông bắc của Khabarovsk. Lữ đoàn kỹ thuật vô tuyến số 76 đóng tại đây. Đây cũng là nơi Liên Xô cho là nơi sinh của cựu chủ tịch Kim Chính Nhật của Triều Tiên.